# Acélfej (Transformers)
Acélfej egy kitalált szereplő a Transformers univerzumon belül. Elsőként a Marvel képregényben és animációs sorozatban szerepelt, később az élőszereplős mozifilm tette híressé.

## Jellemzése
Acélfej egy Autobot katona. Eredeti neve: Ironhide, ami magyarul Vasirhá(jú)t jelent. Nevét a különféle szinkronokban többféleképp fordították: Ironhide-ként, Vaskezűként, Vasökölként. Az élőszereplős mozifilmben ismét Acélfej volt a neve.

### Változatai

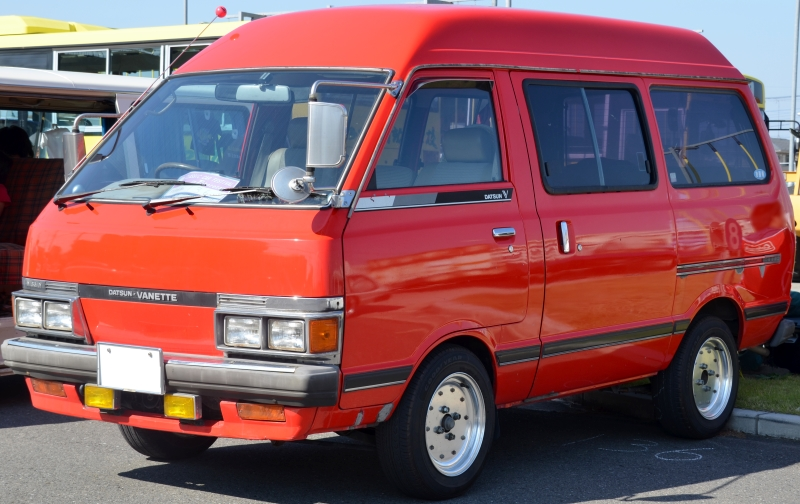
Acélfej G1 jármű alakja: Nissan / Datsun Vanette kisbusz

Az első generációs Transformers szériában (G1) egy vörös színű Nissan Onebox Cherry Vanette kisbusz volt az alternatív alakja. A Japánból származó játékfigurájának még nem volt feje, ezért mind a képregény-, valamint rajzfilm-béli megjelenésére drasztikusan áttervezték a küllemét. Hagyományos dizájn elemévé vált a mellkasán hordott nagy szélvédő, melyet pár későbbi inkarnációja is használt. Jellemző volt rá nyers, türelmetlen hozzáállása, s hogy idős harcveterán létére gyakran olyan meggondolatlan volt, mint egy kezdő harcos. A rajzfilmsorozatban az Optimusz Fővezérként elhíresült Peter Cullen adta az ő hangját is, aki erős texasi akcentussal beszélt.
Az egyik epizódban kiderül, hogy személyiségének egy kedvesebb oldala is van: Kibertron bolygón él kedvese, Chromia, aki az ottani ellenállás tagja az Álca uralom alatt. Rövid időre találkoznak egymással.
Kocsi üzemmódjának rakodóterét fegyverállvánnyá lehetett alakítani, emellett hírhedtté vált, hogy a rajzfilmben szinte minden alkalommal más és más eszközt vagy fegyvert varázsolt elő a testéből. Az egyetlen permanens képessége a folyékony nitrogén szórása volt (az egyik csuklójából).
Sokat vitatott, hogy Acélfej mindig is így nézett-e ki, vagy volt egy „korábbi élete”. Egy epizódban szerepel egy Dion nevezetű karakter, aki Orion Pax barátja. Orion Paxot Megatron támadása után átépítették Optimus Fővezérré, Dionról azonban sosem derül ki, mi történt vele, egyáltalán meggyógyították-e. Vannak, akik szerint az Optimusz és Acélfej közti régi barátság arra utal, hogy egykoron ő volt Dion. Mások szerint valószínűbb, hogy Ultra Magnusz lett belőle.
Az 1986-os filmben történt halála után Acélfej hosszú időre visszavonult, és legfeljebb csak elszórt képregényekben, időnként játékfiguraként szerepelt a médiában. A 2004-es Transformers: Energon című japán rajzfilmsorozatban azonban feltűnt egy, az ő nevét viselő karakter (nevét magyarul már Vasökölként fordították). Ő egy, a tetőterén fegyverekkel felszerelt Toyota Land Cruiser alapú, képzeletbeli terepjáróként lépett a televízió képernyőjére. Megjegyzendő, ez az Ironhide csak névben hasonlít az eredetire, egyébként egy teljesen különálló karakter, egy tapasztalatlan, újonc katona volt. Egyedül nyugaton volt Ironhide a neve, az eredeti animében „Roadbuster”-nek hívták.
Ugyanaz 1990-es években futó Beast Wars rajzfilmben nem jelent meg, a képregényekben ismét életre kelt, ezúttal egy elefánt formájában. Két társával, Portyázóval (oroszlán) és Ezüstnyíllal (sas) uralkodott Kibertron bolygója fölött, immár nem Autobotként, hanem mint Maximal. Ők hárman képesek voltak egy óriás harcos, Magnaboss alakját felvenni. A japán Beast Wars II rajzfilmben hármuk hasonmása szerepelt (Santon, Lio Junior és Skywarp néven), viszont ők csak kinézetben egyeztek meg az eredeti hármassal, nem tekinthetők ugyanazoknak a karaktereknek. Mindazonáltal az ő egyesülésüket is Magnaboss-nak hívták.
Később, a Transformers: Armada játékszériában is feltűnt egy Ironhide, ő azonban egy nőnemű Minicon, azaz egy parányi, emberméretű alakváltó volt. Évekkel később egy újabb Ironhide figura került kiadásra az úgynevezett Classics/Universe 2.0 sorozatban, és ő már az eredeti, G1-es karakter volt, mindössze új, modern külsőt kapott.
A 2007-es élőszereplős mozifilmben, valamint folytatásaiban Acélfej egy masszív, fekete festésű GMC Topkick terepjáró platós gépkocsi „személyében” gurult a mozivászonra. A magyar szinkron visszanyúlt az eredeti Acélfej névhez, ámbár mind a robot-, mind a jármű alak kinézete mindenben eltért eredeti ábrázolásától, személyisége már kevésbé – forrófejű, harckedvelő, fegyverszakértő Autobotként mutatták be. Eleinte még az emberölésre is hajlamot mutatott (bár ezt szánhatta tréfának is), az azonban biztos, hogy primitívnek és alapvetően ellenszenvesnek találta az emberi fajt. Mindemellett fővezére óhajára habozás nélkül harcba szállt az apró "rovarlények" szabadságáért az ősellenség álcák ellen, ahogyan azt az autobotok elvei megkívánták, saját testével védve Sam Witwickyt a támadó álcák lövedékei ellen. Masszív felépítése brutális erőt adott neki mind android, mind jármű üzemmódban, Optimusz mellett ő volt az autobot sereg "ereje" vagy "verőembere". Bár kegyetlennek nem volt nevezhető, ahogyan természetesen egy autobot sem, például felajánlotta vert helyzetbe került ellenfeleinek, hogy távozhatnak a csatamezőről, azonban a ravaszkodó vagy keménykedő ellenfelekkel kíméletlenül végzett. A harmadik élőszereplős mozifilmben (Dark of the Moon) az áruló autobotvezér, Őrszem végzett a védelmére kirendelt Acélfejjel, váratlanul, alattomos módon hátba lőtte, majd az emberekkel való korábbi megállapodást megszegve, magához vette az űrhíd nevű technológia részeit, elpusztítva egy katonai bázist. A savas lövedékek felemésztették a hősies Acélfej testének jó részét, és elpusztították. Ez már csak azért is kirívó, mert egyéb esetekben Őrszem nem riadt meg a párharctól, és sohasem támadt figyelmeztetés nélkül, ami arra utal, hogy Acélfejtől még ő is tartott.
Mintegy visszautalva a nyolcvanas évek rajzfilmjére, a Bukottak bosszúja filmben szereplő egyik női robot, Chromia a háttértörténete szerint Acélfej barátnője. Magában a filmben azonban semmi sem utal erre.
Nemcsak a mozifilm, hanem az utána készült rajzfilm is egy merőben új karakterként mutatta be Acélfejt. A Transformers: Animated-ben egy vörös színű idegen teherszállítóként szerepel, hagyományos „keményfiú” jellemmel. Ebben a sorozatban kevés alkalommal jelenik meg személyesen. Első ízben Űrdongó emlékeiben látjuk őt, ahol iskolai zsarnok módjára szétszerelte, s egy szekrénybe zárta Űrdongót. Acélfej különleges képessége, hogy áthatolhatatlan lemezekkel tudja bevonni a testét, innen az angol neve is.
Érdekesség, hogy a sorozat japán szinkronja egy másik szereplőre, Bulkhead-re aggasztja rá az Ironhide nevet, holott ő egy teljesen más karakter. Ellenben az igazi Ironhide Japánban az „Armorhide” (Páncélbőr) nevet kapta.
A 2010-es kiadású War for Cybertron videójáték eredeti alapjaira helyezte vissza Acélfej karakterét. A történet az alakváltók szülőbolygóján, Kibertronon játszódik, s Acélfej itt egy vörös földönkívüli kocsiként szerepel. A játék folytatásának tekinthető, szintén 2010-es rajzfilmben, a Transformers: Prime-ban előreláthatólag nem fog szerepelni.

### Figurák
Már a legelső Transformer játék szériában megjelent 1984-ben a hagyományos Nissan Cherry Vanette álcájával, azonban a figura egyáltalán nem hasonlított a képregény, valamint rajzfilmbeli alteregójára. Sokkal inkább egy fegyverekkel megpakolt állomás volt, minthogy az autobotok híres fegyvernöke.
1995-ben a második generációs Alakváltó figurákkal együtt egy Ford pickup terepjáróként jelent meg. Ugyanebben az évben került piacra egy azonos nevű Power Master figura, ami -bár elég gyatrán- Humvee alakot öltött.
1997-ben a Beast Wars-ban szereplő figurája került piacra, aki elefánt alakot öltött.
2005- A Transformers Energon sorozatban szereplő figura alapján készült egy exkluzív BotCon-os Acélfej figura
2007- Fast Action Battlers sorozatban jelent meg a filmbéli Acélfej figura lebutított, egyszerű verziója. Közvetlenül ezután jelent meg a Voyager szintű figurája, később Legends szintű figurája is, "Allspark-Battles" dupla csomagban, párja egy terepmintás Blackout figura volt. Ebben az évben még eladásra került Titanium Series figurája, aprócska, fémből készült szobra, mely egy Autobot szimbólum alakú talpat kapott.
2008:*Classic Sreies néven megjelentek a G-1-es Transformer szereplők részletesebb, modernizált változatai. Ebben az évben ugyanezen figurának még megjelent egy részletesebb verziója.
- Piacra került Cyber Slammers néven futó leegyszerűsített figurája, mely jármű alakban ütközésnél kinyílik, és felveszi robot alakját.
- Ugyanekkor ismét megjelent Voyager szintű figurája Offroad Ironhide néven, újrafestve, sárga, és kék mintákkal, valamint kopásnyomokkal.
- Fast Action Battlers figurája is kék-fehér színben került újra eladásra.
- Voyager figuráját újból kiadták limitált, Premium Series néven, az eredeti, filmbéli színekben, részletesebb mintákkal, festéssel, és az orrán egy hatalmas autobot logóval.

2009-ben jelent meg:
- Egy részletes G-1 ironhide szobrocska, ebből csak 1000 darab készült.
- Robot Replicas Acélfej minifigura.
- Fast Action Battlers verziója G-1-es vörös-szürke színekben.
- Revenge of the Fallen Legends verziója G-1-es, vörös-szürke színben, Enforcer Ironhide néven.
- Straightaway Shootout 5-ös csomagban TF Legends figurája, részletesebb festéssel.
- Voyager figurája zöldes mintával, új, részletesen kidolgozott fegyverekkel.
- Voyager figurája NEST címszó alatt megjelentetett régebbi figurák modernebb verziói között, Recon Ironhide néven, feljavított transzformációval, zebra csíkos rejtőszínnel, felszerelve aknavetővel, számszeríjjal, késsel, amitől járműalakban leginkább egy katonai Humvee látszatát kelti.

2010-ben:
- Legends Class Desert Decimation címszó alatt minifigurája új mintával.
- Vadászat az Álcákra Deluxe figura, kisebb, ám jóval részletesebb verziója Acélfejnek, bal karján található ágyúja leszedhető, és alkalmazható háromlábú drónként.
- Activator Acélfej figura, mely egy gombnyomásra felölti robot alakját.

2011-ben:
- Dark of the Moon Cyberverse Commander Class Ironhide. A TF Legends szériát követve ez az alakváltók kicsi, könnyen átalakítható, ám részletesebb sorozata.
- DotM Cyberverse Commander Class Leadfoot Ironhide. Az eredeti figura kék festéssel, Cybertroni szimbólumokkal.
- Deluxe Class Mission Earth: The Scan Series Ironhide figura. Az eredeti Deluxe figura félig átlátszó karosszériával, azzal a látszattal, hogy leolvassa az adott járművet.
- DotM, MechTech(a figurák új sorozata, gombnyomásra átalakuló tartozékokkal, fegyverekkel) Voyager Class Ironhide. Korábbi Voyager figurájától teljesen eltér, vadonatúj fegyvereket kapott. Ez a figura vörös színben ismét piacra került.
- DotM, MechTech Leader Class Ironhide. Vezér szintű, fény, és hanghatásokkal ellátott figura. El van látva mellkasából előugró gépágyúval, lábában tárolható késsel, és marokpisztollyal, arcára hajtható védő maszkkal, valamint eredeti, karjain található ágyúkkal, melyek járműalakban gombnyomásra előugranak a terepjáró tetején.